# Petoskey
Petoskey é uma cidade localizada no estado americano de Michigan, no Condado de Emmet.

## Demografia
Segundo o censo americano de 2000, a sua população era de 6080 habitantes.
Em 2006, foi estimada uma população de 6112, um aumento de 32 (0.5%).

## Geografia
De acordo com o United States Census Bureau tem uma área de
13,5 km², dos quais 13,0 km² cobertos por terra e 0,5 km² cobertos por água. Petoskey localiza-se a aproximadamente 203 m acima do nível do mar.

## Localidades na vizinhança
O diagrama seguinte representa as localidades num raio de 24 km ao redor de Petoskey.